# Juscemar Borilli
Juscemar Braulio Borilli (Tapejara, 12 januari 1990) is een Braziliaanse voetballer van AS Pizzighettone (Serie D).
Borilli werd in 2006 uit 4500 voetballers gekozen tot voetballer van het jaar in de Nike-voetbalschoolcompetitie. Vervolgens mocht hij mee doen in een spotje van Joga Bonito en mocht hij stage lopen bij Internazionale. Die club wilde met hem verder maar hij kwam niet in aanmerking voor een Italiaans paspoort.
Via een spelersmakelaar kwam hij naar Nederland waar hij bijna twee maanden in de jeugd van Ajax trainde maar niet werd vastgelegd. Borilli tekende in de zomer van 2007 een contract bij FC Zwolle.
Borilli begon veelbelovend. In zijn eerste wedstrijd scoorde hij een spectaculair doelpunt. Uiteindelijk werd zijn komst naar Zwolle een deceptie. Borilli speelde bij FC Zwolle uiteindelijk niet veel wedstrijden in het eerste elftal. Dit kwam mede doordat hij nooit eerder in teamverband voetbalde, daarnaast had hij last van verschillende blessures. In maart 2008 werd zijn contract ontbonden.
Vanaf seizoen 2008–2009 speelt Borilli in Italië. Ondertussen had hij wel een Italiaans paspoort verkregen.

## Statistieken
| Seizoen | Club             | Competitie     | Wedstrijden | Doelpunten |
| ------- | ---------------- | -------------- | ----------- | ---------- |
| 2007/08 | FC Zwolle        | Eerste divisie | 4           | 1          |
| 2008/09 | US Cremonese     | Serie C1/A     | –           | –          |
| 2009/10 | AS Pizzighettone | Serie D        | –           | –          |
| Totaal  | Totaal           | Totaal         | 4           | 1          |